# لصيلاب القانص (حورة)
'

تعديل مصدري - تعديل

لصيلاب القانص هي إحدى قرى عزلة حوره بمديرية حورة التابعة لمحافظة حضرموت، بلغ تعداد سكانها 27 نسمة حسب تعداد اليمن لعام 2004.